# Salvador az 1988. évi nyári olimpiai játékokon
Salvador a dél-koreai Szöulban megrendezett 1988. évi nyári olimpiai játékok egyik részt vevő nemzete volt. Az országot az olimpián 4 sportágban 6 sportoló képviselte, akik érmet nem szereztek.

## Atlétika
| Versenyző        | Versenyszám | 100 m | 100 m | Távolugrás | Távolugrás | Súlylökés | Súlylökés | Magasugrás | Magasugrás | 400 m | 400 m | 110 m gát | 110 m gát | Diszkoszvetés | Diszkoszvetés | Rúdugrás | Rúdugrás | Gerelyhajítás | Gerelyhajítás | 1500 m  | 1500 m | Végeredmény | Végeredmény |
| Versenyző        | Versenyszám | Idő   | Pont  | Eredmény   | Pont       | Eredmény  | Pont      | Eredmény   | Pont       | Idő   | Pont  | Idő       | Pont      | Eredmény      | Pont          | Eredmény | Pont     | Eredmény      | Pont          | Idő     | Pont   | Pont        | Helyezés    |
| ---------------- | ----------- | ----- | ----- | ---------- | ---------- | --------- | --------- | ---------- | ---------- | ----- | ----- | --------- | --------- | ------------- | ------------- | -------- | -------- | ------------- | ------------- | ------- | ------ | ----------- | ----------- |
| Santiago Mellado | Tízpróba    | 11,33 | 789   | 683 cm     | 774        | 11,63 m   | 584       | 206 cm     | 859        | 48,37 | 891   | 15,39     | 803       | 37,52 m       | 614           | 460 cm   | 790      | 55,42 m       | 669           | 4:30,07 | 744    | 7517        | 26.         |

Női
| Versenyző      | Versenyszám | Eredmény | Helyezés |
| -------------- | ----------- | -------- | -------- |
| Kriscia García | Maraton     | 3:04:21  | 58.      |

## Birkózás
Kötöttfogású
| Versenyző      | Versenyszám | Vigaszágas kiesés                                                        | Vigaszágas kiesés | Helyosztók        | Helyosztók        | Bronz- mérkőzés   | Döntő             | Helyezés    |
| Versenyző      | Versenyszám | Vigaszágas kiesés                                                        | Vigaszágas kiesés | 7. helyért        | 5. helyért        | Bronz- mérkőzés   | Döntő             | Helyezés    |
| Versenyző      | Versenyszám | Ellenfél Eredmény                                                        | Hely.             | Ellenfél Eredmény | Ellenfél Eredmény | Ellenfél Eredmény | Ellenfél Eredmény | Helyezés    |
| -------------- | ----------- | ------------------------------------------------------------------------ | ----------------- | ----------------- | ----------------- | ----------------- | ----------------- | ----------- |
| Gustavo Manzur | 68 kg       | A csoport · Saïd Souaken (MAR) · passzivitás · Tapio Sipilä (FIN) · 0–15 | 15.               | kiesett           | kiesett           | kiesett           | kiesett           | helyezetlen |

Szabadfogású
| Versenyző      | Versenyszám | Vigaszágas kiesés                                                      | Vigaszágas kiesés | Helyosztók        | Helyosztók        | Bronz- mérkőzés   | Döntő             | Helyezés    |
| Versenyző      | Versenyszám | Vigaszágas kiesés                                                      | Vigaszágas kiesés | 7. helyért        | 5. helyért        | Bronz- mérkőzés   | Döntő             | Helyezés    |
| Versenyző      | Versenyszám | Ellenfél Eredmény                                                      | Hely.             | Ellenfél Eredmény | Ellenfél Eredmény | Ellenfél Eredmény | Ellenfél Eredmény | Helyezés    |
| -------------- | ----------- | ---------------------------------------------------------------------- | ----------------- | ----------------- | ----------------- | ----------------- | ----------------- | ----------- |
| Gustavo Manzur | 68 kg       | A csoport · Mohamed El-Khodary (EGY) · 3–19 · Amar Wattar (SYR) · 3–16 | 11.               | kiesett           | kiesett           | kiesett           | kiesett           | helyezetlen |

## Cselgáncs
| Versenyző    | Versenyszám | Csoport | Selejtező                        | 32-es főtábla     | Nyolcaddöntő      | Negyeddöntő       | Elődöntő          | Vigaszág nyolcaddöntő | Vigaszág negyeddöntő | Vigaszág elődöntő | Bronz- mérkőzés   | Döntő             | Helyezés |
| Versenyző    | Versenyszám | Csoport | Ellenfél Eredmény                | Ellenfél Eredmény | Ellenfél Eredmény | Ellenfél Eredmény | Ellenfél Eredmény | Ellenfél Eredmény     | Ellenfél Eredmény    | Ellenfél Eredmény | Ellenfél Eredmény | Ellenfél Eredmény | Helyezés |
| ------------ | ----------- | ------- | -------------------------------- | ----------------- | ----------------- | ----------------- | ----------------- | --------------------- | -------------------- | ----------------- | ----------------- | ----------------- | -------- |
| Fredy Torres | Könnyűsúly  | B       | Giorgi Tenadze (URS) · 0000–1000 | kiesett           | kiesett           | kiesett           | kiesett           |                       |                      |                   |                   |                   | 33.      |

* - Az A csoportban szereplő, eredetileg bronzérmes brit Kerrith Brownt utólag kizárták, ezért Torres a 34. helyett a 33. helyen végzett.

## Ökölvívás
RSC – a mérkőzésvezető megállította a mérkőzést
| Versenyző       | Versenyszám | Selejtező                 | 32-es főtábla                           | Nyolcaddöntő               | Negyeddöntő       | Elődöntő          | Döntő             | Helyezés |
| Versenyző       | Versenyszám | Ellenfél Eredmény         | Ellenfél Eredmény                       | Ellenfél Eredmény          | Ellenfél Eredmény | Ellenfél Eredmény | Ellenfél Eredmény | Helyezés |
| --------------- | ----------- | ------------------------- | --------------------------------------- | -------------------------- | ----------------- | ----------------- | ----------------- | -------- |
| Donald Martínez | Papírsúly   | Yacine Sheikh (ALG) · 5:0 | Yehuda Ben-Haim (ISR) · mérkőzés nélkül | Ivajlo Marinov (BUL) · 0:5 | kiesett           | kiesett           | kiesett           | 9.       |
| Frank Avelar    | Pehelysúly  | erőnyerő                  | Abdel Hak Achik (MAR) · 1:4             | kiesett                    | kiesett           | kiesett           | kiesett           | 17.      |